# قشلاق قرة درة اسمخان خان كيشي (مقاطعة بيله سوار)
قشلاق قرة درة اسمخان خان کیشي (بالفارسية: قشلاق قره دره اسمخان خان کیشی) هي منطقة سكنية تقع في إيران في أردبيل. يقدر عدد سكانها بـ 21 نسمة .